# Цемнево (Маковський повіт)
Цемнево (пол. Ciemniewo) — село в Польщі, у гміні Червонка Маковського повіту Мазовецького воєводства.
Населення — 31 особа (2011).
У 1975-1998 роках село належало до Остроленцького воєводства.

## Демографія
Демографічна структура станом на 31 березня 2011 року:
|          | Загалом | Допрацездатний вік | Працездатний вік | Постпрацездатний вік |
| -------- | ------- | ------------------ | ---------------- | -------------------- |
| Чоловіки | 13      | 3                  | 10               | 0                    |
| Жінки    | 18      | 4                  | 11               | 3                    |
| Разом    | 31      | 7                  | 21               | 3                    |